# Tibellus seriepunctatus
Tibellus seriepunctatus es una especie de araña cangrejo del género Tibellus, familia Philodromidae. Fue descrita científicamente por Simon en 1907.

## Distribución
Esta especie se encuentra en África.